# グレイ法曹院

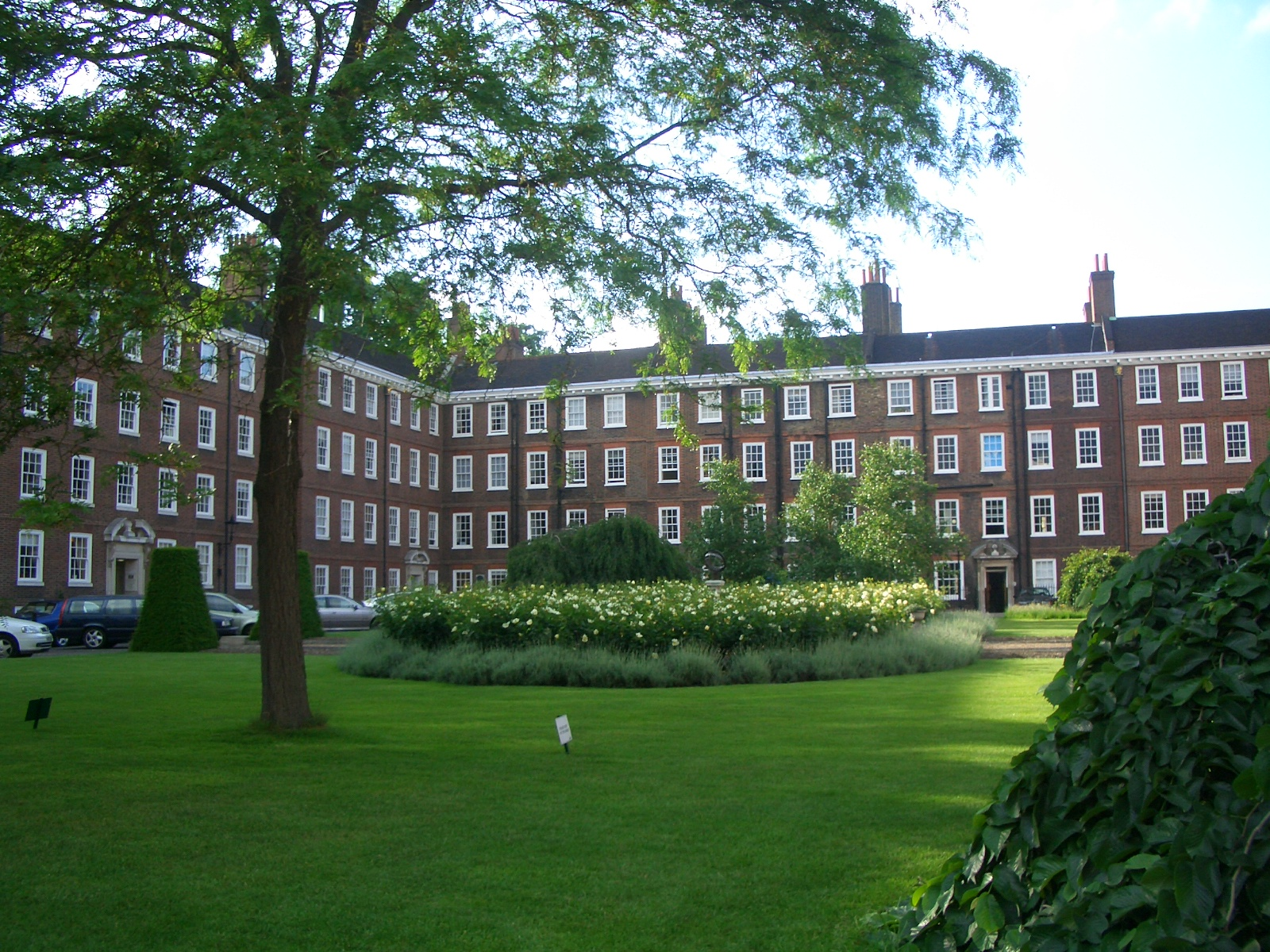
グレイ法曹院

グレイ法曹院（英: The Honourable Society of Gray's Inn、一般的にはグレイズ・イン（Gray's Inn）の名で知られる）は、ロンドン中心部のカムデン区ホルボーンにある法曹院である。法曹院はロンドンに4つあり、グレイ法曹院はその1つである。法曹院は法廷弁護士の養成・認定に関する独占的な権限を持ち、イングランドとウェールズのすべての法廷弁護士および裁判官は4つの法曹院のいずれかに所属することが法律によって義務づけられている。
グレイ法曹院は自らの名称にちなんだGray's Inn Roadに面している。ロンドン地下鉄の最寄り駅はチャンスリー・レーン駅 (Chancery Lane Station)。

## 概要

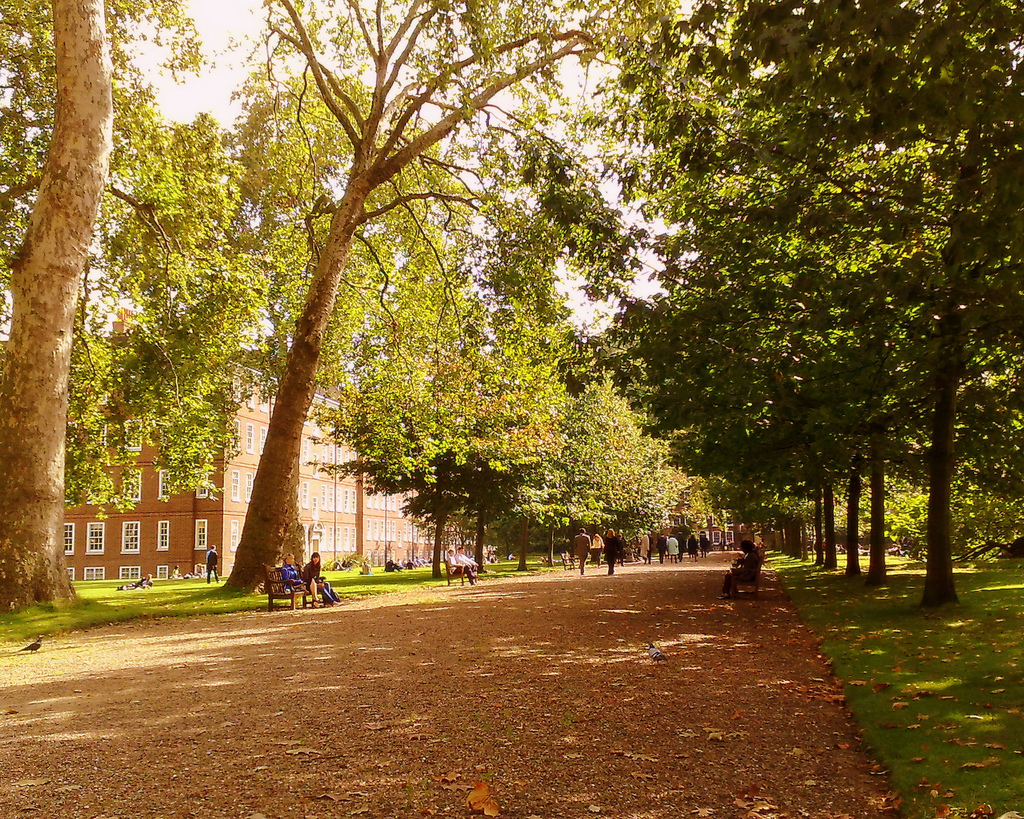
グレイ法曹院の庭園 "The Walks"

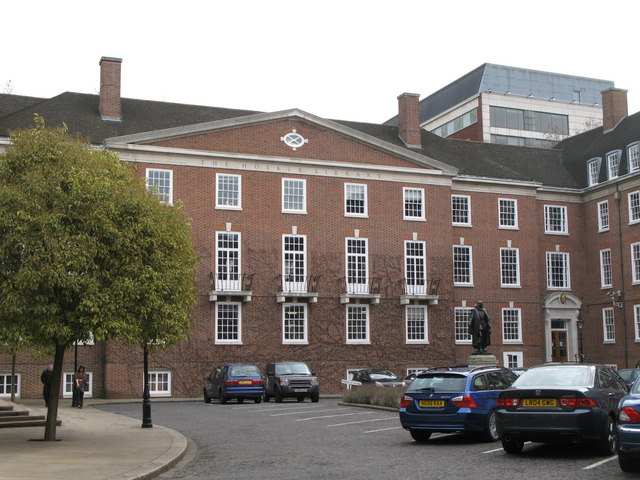
サウススクウェアの建物

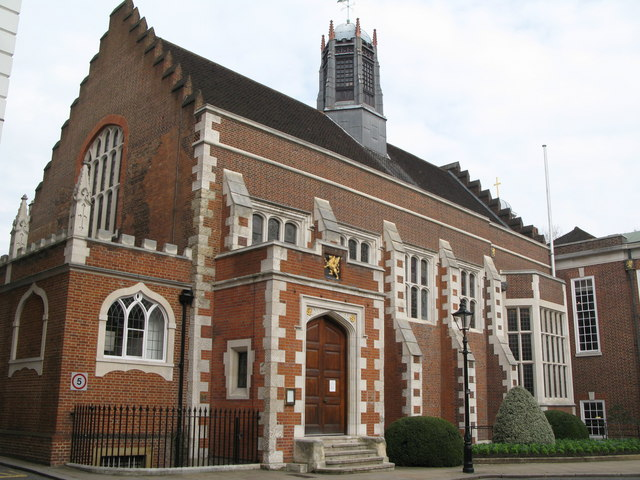
チャペル

グレイ法曹院は法廷弁護士の育成・認定を行う非営利の協会組織である。他の3つの法曹院同様に、5世紀以上におよぶ歴史を持ち、その敷地内に図書館、宿泊施設、ダイニング、チャペル、庭園などを持つ。他の法曹院と同様にグレイ法曹院がいつ頃成立したのか、定かではない。記録に残っているという意味では1569年が最古であるが、グレイ法曹院は1388年までその歴史を遡れると考えている。記録に残っている1569年を基準にすると、グレイ法曹院は最も新しい法曹院ということになる。ただし４つの法曹院は伝統的に同格であり、どの法曹院が最古かという論争はしないことになっているので、公式に最古の法曹院が決まっているわけではない。
現在、グレイ法曹院がある土地にはかつてPortpool荘園のマナー・ハウスがあった。この邸宅は13世紀の初代ウィルトン公爵Reginald de Grey所有であった。彼はチェスター裁判所の最高判事であり、ノッティンガムの保安官でもあった。 彼の名前"Grey"は当時イギリスの貴族階級で主流であったフランス語読みであるが、これが英語読みになると"Gray"となることから、彼のこの名前こそがグレイ法曹院の名称の由来だと考えられている。
1370年、Grey一家所有のマナー・ハウスがホステルを意味する"hospitium"と記述されている。マナー・ハウスからホステルへの記述の変化は、建物が寄宿舎として使われていたことを示唆していると思われる。また寄宿していた者達は法律家で、マナー・ハウスはさながら大学のカレッジのようになっていたとも考えられる。
16世紀、トマス・クロムウェルやエドマンド・ダドリーなど国王の側近を立て続けに輩出したグレイ法曹院は王室、特に法曹院のパトロンであったエリザベス1世の支援もあり大いに発展する。ところが、この発展により、グレイ法曹院は図らずも社交場としての注目される。ホールではダンス、仮面舞踏会や歌が催され、多くの紳士・淑女が法曹院を訪れた。しかし、社交場として発展した反面、肝心の法曹養成機能は低下した。グレイ法曹院に所属することは一種のステータスとなったが、実際に法廷弁護士になる者は減少した。実際、1561年から1600年の間に1年平均62人の法廷弁護士候補生がグレイ法曹院に入学しているが、実際に法廷弁護士となったのは1年平均でたった6人であった。 なお、1594年のクリスマスにはシェイクスピアの『間違いの喜劇』がグレイ法曹院にて初演を迎えている。
17世紀、前世紀の繁栄から一転してグレイ法曹院に苦難の時期が訪れる。イングランドで清教徒革命が勃発し、国王チャールズ1世の処刑、イングランド共和国の成立、王政復古など政情が不安定だったことに加えて、1680年から1687年にかけてたびたび火災が発生し、建物を焼いた。特に1684年の火災では図書館が焼失し、貴重な書物が失われている。
グレイ法曹院のサウス・スクウェアにある建物は壁面から突き出た梁を持つ天井 (hammerbeam roof)を持ち、イギリス指定建造物一級に指定され、保護されている。この建物はグレイ法曹院の建物が1940年から41年にかけてのナチス・ドイツ軍によるイギリスへの空爆 (ザ・ブリッツ)によって深刻な被害を受けた後に修復されたものである。またグレイ法曹院の他の建物も指定建造物二級に指定され、保護されている。1590年代にフランシス・ベーコンが設計したとされる"The Walks"と呼ばれる庭園は中央に一本の道が通り、その道の両脇にプラタナスの木々が植えられている。この庭園はかつて決闘の舞台であった。しかし、17世紀頃には紳士・淑女の出会いの場になっており、サミュエル・ピープスも1661年の日記に「夕食後、若い従者を連れてグレイ法曹院の"The Walks"を初めて歩いた。そこには沢山の着飾った男達が居た。そこで私は初めて見た。Francis Butler婦人を。彼女はこの公園のどの婦人よりも最も美しい。」と記している。またグレイ法曹院はディケンズが一時期働いていたことでも有名であるが、彼の小説『デイヴィッド・コパフィールド』などの舞台となっている。
グレイ法曹院は、ロンドンの主要な観光スポットとは言い難いが、誰でもその敷地に無料で入ることができ、その美しい庭や建物を見学することが出来る。

## 著名な関係者
英連邦や大英帝国の影響下にあった国々にはコモン・ローという中世イングランドのプランタジネット朝に生まれた法体系を採用している国が多く、また歴史的経緯からそれらの国々とイギリスの法曹の人的交流も盛んである。そのためグレイ法曹院の関係者には英国のみならず、それらの国からの留学生も多い。なお、下記の分類はあくまで主な活躍分野に基づいている。

### 政治家

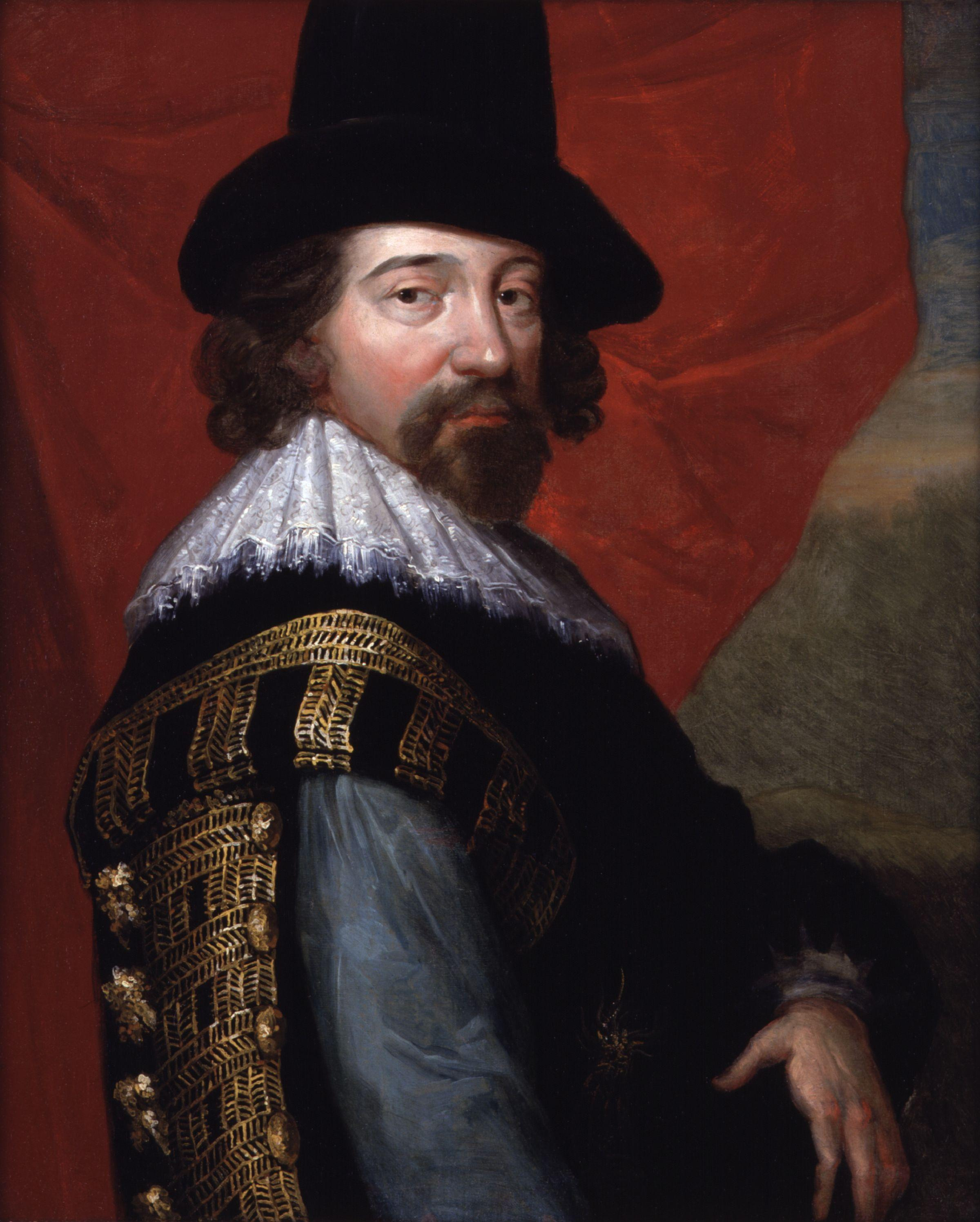
フランシス・ベーコン

- ウィンストン・チャーチル：英国首相 (1940~1945, 1951~1955)
- エドワード・ヒース：英国首相 (1970~1974)
- マーガレット・サッチャー：英国首相 (1975~1990)
- セーニー・プラーモート：タイ王国首相 (1945~1946, 1975, 1976）、タイ王室の一員
- フランシス・ベーコン：大法官
- トマス・クロムウェル：大法官
- ウィリアム・セシル：イギリス女王 エリザベス1世の宰相
- フランシス・ウォルシンガム：王璽尚書、フランシス・ドレークの後援者
- フランクリン・ルーズベルト：アメリカ合衆国大統領 (1933~1945)
- ビリー・ヒューズ：オーストラリア首相 (1915~1923)
- ロバート・メンジーズ：オーストラリア首相 (1939~1941, 1949~1966)
- F. E. Smith：イングランドとウェールズにおける司法長官
- Huseyn Shaheed Suhrawardy：パキスタン・イスラム共和国の首相 (1956~1957)
- Shridath Ramphal：英連邦本部長官 (Commonwealth Secretary-General)、ウォーリック大学学長
- Ashoke Kumar Sen：インド共和国法務大臣
- Emlyn Hooson：ウェールズ自由党党首
- エドマンド・ダドリー（英語版）：ヘンリー7世の時代の政治家
- ウィリアム・ハワード：イギリス海軍本部長官

### 裁判官
- Thomas Bingham：英国高等法院首席裁判官 (Lord Chief Justice of England and Wales)
- Alan Ward：控訴院判事、枢密院メンバー
- Robin Auld：控訴院判事、王立顧問弁護士 (QC, Queen's Counsel)
- Brenda Hale：常任上訴委員会判事 (Lord of Appeal in Ordinary)、ブリストル大学学長
- Gordon Slynn：常任上訴委員会判事、欧州司法裁判所判事
- Robert Carswell：常任上訴委員会判事、枢密院メンバー
- David Hope：常任上訴委員会判事
- James Atkin：常任上訴委員会判事
- Leonard Hoffmann：常任上訴委員会判事
- Daniel Brennan：国王裁判所市裁判官 (Recorder)、ナイト (KCSG)
- クラレンス・トーマス：アメリカ合衆国最高裁判所陪席裁判官
- Sudhi Ranjan Das：インド共和国最高裁判所長官
- チョール・シン：シンガポール共和国最高裁判所判事

### その他
- イングランド女王エリザベス1世
- イギリス国王チャールズ3世
- グロスター公爵リチャード王子
- チャールズ・ディケンズ：小説家
- フィリップ・シドニー：詩人、軍人、廷臣
- Bob Marshall-Andrews：王立顧問弁護士、国会議員、グリーンピースなどの弁護士
- David Pannick：貴族院の無所属議員 (クロスベンチャー)
- Michael Beloff：オックスフォード大学トリニティ・カレッジ総長
- Geoffrey Dear：著名警察官僚

## ギャラリー

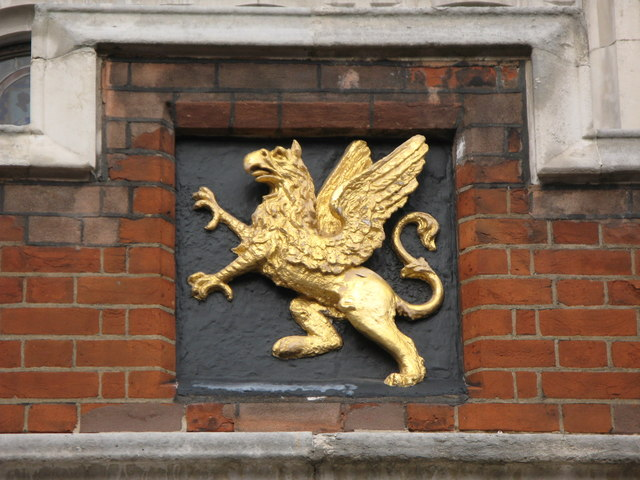
グレイ法曹院の紋章
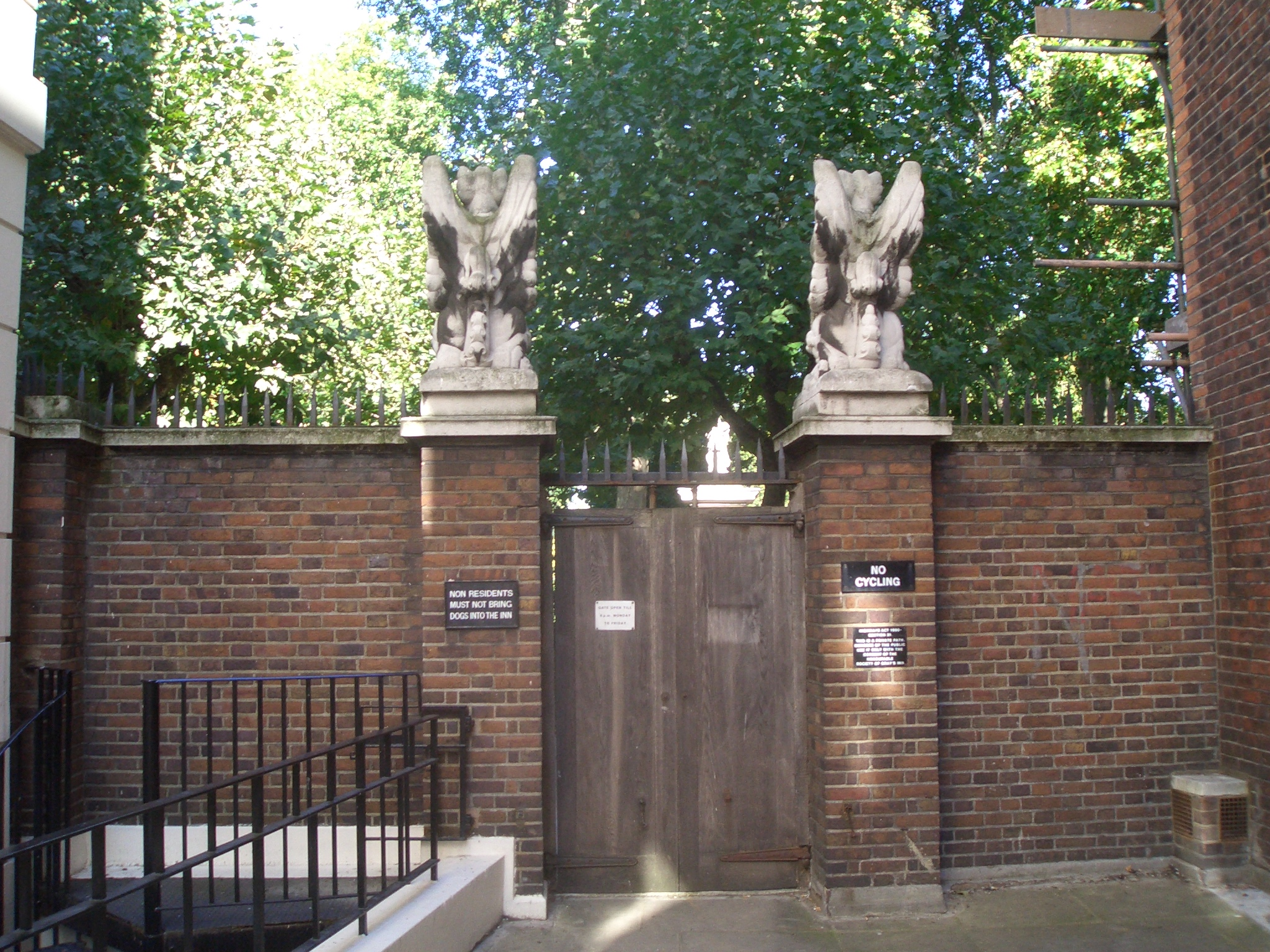
通用口
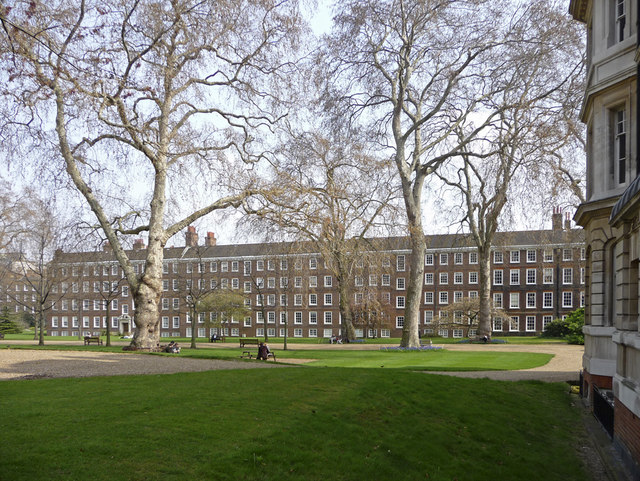
ガーデン
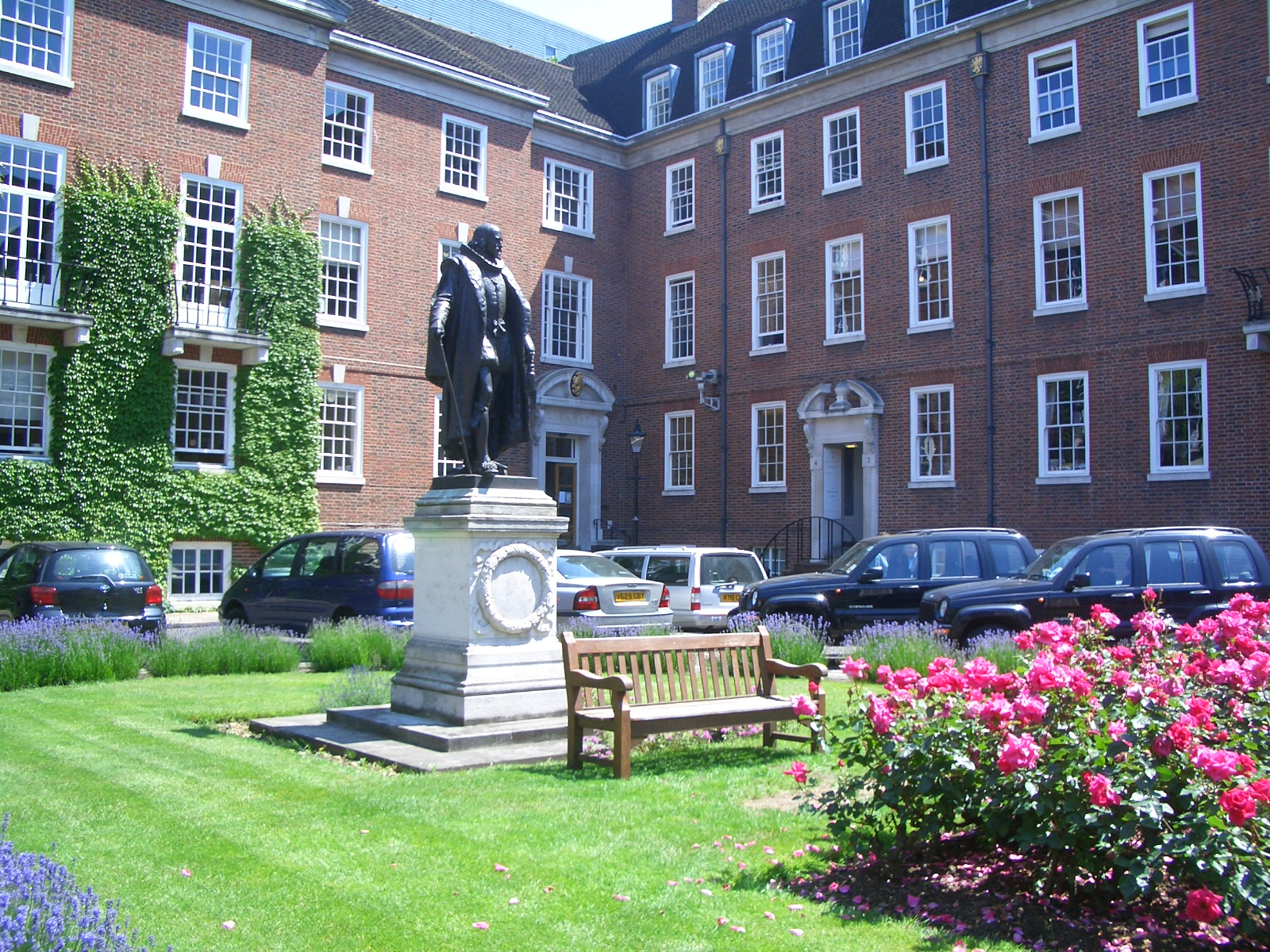
フランシス・ベーコンの彫像